# 謝德利謝 (柳別希夫區)
51°40′31″N 25°23′5″E / 51.67528°N 25.38472°E
謝德利謝（烏克蘭語：Седлище），是烏克蘭的村落，位於該國西部沃倫州，由卡明-卡希尔斯基区負責管轄，始建於1774年，面積2.29平方公里，海拔高度145米，2001年人口1,217，人口密度每平方公里531.44人。